# سدیم آلومینات
سدیم آلومینات (به انگلیسی: Sodium aluminate) با فرمول شیمیایی NaAlO۲ یک ترکیب شیمیایی با شناسه پاب‌کم ۱۴۷۶۶ است. که جرم مولی آن ۸۱٫۹۷ g/mol می‌باشد. شکل ظاهری این ترکیب، پودر سفید است.